# Club Esportiu INEF Barcelona
El Club Deportivo INEF Barcelona (CE INEF Barcelona ) es un club polideportivo de Barcelona fundado en 1976, vinculado con la creación del INEFC, con la intención de potenciar la práctica del deporte universitario. La entidad dispone de secciones federadas de rugby, gimnasia artística, gimnasia estética de grupo y tamboril.
Impulsado por José Antonio Sancha de Prada, profesor del centro, se creó la sección federada de rugby masculino en 1977 y dos años más tarde la femenina, considerado como el primer equipo femenino de rugby en España.  Sus miembros eran alumnos de la INEFC ya que Sancha de Prada le había convertido en materia obligatoria. Conocidas como Les Osses, es la sección que ha logrado más éxitos, entre otros, 11 Campeonato de España de Rugby femenino, 2 Campeonatos del Mundo de Clubes, un subcampeonato de Europa en 2008, así como varios campeonatos de Cataluña.  Además, muchas de sus jugadoras formaron parte de la selección catalana y española. En octubre de 2017, debido a los problemas de disponer de una plantilla amplia para la competición,  firmó un acuerdo de colaboración con el RC L'Hospitalet que permitió a las dos entidades competir en la Liga Iberdrola de rugby XV, con el nombre de INEF- L'Hospitalet, así como potenciar la formación de jugadoras de base.  
El equipo de gimnasia estética de grupo es considerado como el pionero de la especialidad en Cataluña, ya que después de la participación en el Campeonato del Mundo de Bulgaria de 2004 de un equipo con gimnasia rítmica procedentes de diferentes clubes catalanes, muchas integraron en el club al año siguiente. Desde su inicio, la sección ha sido la dominadora de los campeonatos de Cataluña y España de gimnasia estética de grupo, siendo considerado como uno de los diez mejores clubes del mundo.
En 2018, la sección de tamborí llegó a un acuerdo con el Club Deportivo La Marina y su equipo Club Tamborí La Marina para competir como INEF-La Marina. 
Durante su historia, la entidad ha tenido también secciones federadas de gimnasia rítmica, baloncesto, voleibol y bádminton. así como, dispone de campos de césped y cemento, pista de atletismo y de voleibol, pabellón de baloncesto, etc. Por otra parte, el club tiene un amplio palmarés en los Campeonatos de Cataluña y de España Universitarios, y muchos de sus miembros participan con la selección de la Universidad de Barcelona, por esta razón, fue galardonada con la Medalla al Mérito Deportivo.

## Palmarés
Sección de rugby femenino
- 11 Campeonato de España de Rugby femenino : 1988-89, 1994-95, 2004-05, 2005-06, 2006-07, 2008-09, 2009-10, 2010-11, 2011-12, 2012-13, 2015-16
- 8 Campeonato de Cataluña de rugby femenino : 2002-03, 2003-04, 2004-05, 2005-06, 2006-07, 2007-08, 2008-09, 2009-10, 2015-16,
- 6 Copa Catalana de rugby femenina : 2005-06, 2006-07, 2007-08, 2008-09, 2009-10, 2016-17
- Premio mejor club catalán femenino (Mundo Deportivo): 2008
- Trofeo Campeones (Mundo Deportivo): 2012, 2013